# Котон Плант (Арканзас)
Котон Плант (енгл. Cotton Plant) град је у америчкој савезној држави Арканзас.

## Демографија
По попису из 2010. године број становника је 649, што је 311 (-32,4%) становника мање него 2000. године.
| Група             | 2000.       | 2010.       |
| Белци             | 228 (23,8%) | 158 (24,3%) |
| Афроамериканци    | 711 (74,1%) | 472 (72,7%) |
| Азијати           | 3 (0,3%)    | 2 (0,3%)    |
| Хиспаноамериканци | 18 (1,9%)   | 4 (0,6%)    |
| Укупно            | 960         | 649         |